# Castilleja wootonii
Castilleja wootonii är en snyltrotsväxtart som beskrevs av Standley. Castilleja wootonii ingår i släktet målarborstar, och familjen snyltrotsväxter. Inga underarter finns listade i Catalogue of Life.